# الصندوق الوطني للتضامن (تونس)
الصندوق الوطني للتضامن سابقا يسمى صندوق 26-26 (بالفرنسية: Fonds de solidarité nationale)‏ هي هيئة حكومية تونسية تهدف لجمع الأموال والتبرعات النقدية بهدف القيام باستثمارات عمومية في إطار التخفيض والحد من الفقر. يخصص له 0.1% من الناتج المحلي الإجمالي التونسي، عرف أساسا تحت نظام زين العابدين بن علي برقم حسابه البريدي 26-26.

أسس الصندوق في 8 ديسمبر 1992، بعد زيارة تاريخية لمناطق الظل زواكرة وبرامة (في شمال غرب البلاد) حسب ما أعلن عنه رسميا الرئيس زين العابدين بن علي الذي زارها قبل 4 أيام. قانون 92-122 الذي صوت عليه في 29 ديسمبر 1992، حدد أن مخلتف التدخلات يقررها رئيس الدولة، ولذلك لا يوجد أي مراقبة برلمانية. تم إتمام الصندوق بعد ذلك بالبنك التونسي للتضامن الذي أسس في 1998 لتمويل مشاريع الصندوق الوطني للتشغيل 21-21.

بعد الثورة التونسية في 2011، تم الكشف عن شبهات فساد كبيرة في هذا الصندوق، واقترح أن يصبح تحت إشراف وزارة الشؤون الاجتماعية، ولكن يقع إلى حد الآن تحت إشراف رئاسة الجمهورية التونسية.

## الأهداف
الأهداف الرسمية للصندوق الوطني للتضامن هي:
- انفتاح المناطق الرمادية أو مناطق الظل.
- تحسين الظروف المعيشية لسكانها.
- ضمان قاعدة اقتصادية في هذه المناطق من خلال المشاريع المدرة للدخل.

يهدف أيضا قبل إنشاء البنك التونسي للتضامن، إلى إدراج المنتفعين في عملية التنمية من خلال الدعم في تمويل المشاريع الصغيرة (منح وقروض).

## التجاوزات والنقد
ظهر للعموم بعد الثورة التونسية في 2011، أنه لم يكن هناك تبرعات تطوعية، بل في الحقيقة تبرعات إجبارية يفرضها نظام زين العابدين بن علي، حيث يجب على الشركات دفع دينارين شهريا عن موظف، والموظفين بدورهم يتم اقتطاع يوم عمل من أجرهم للصندوق، والفلاحين يأخذ 1% من مبيعاتهم، ويؤحذ ما بين نصف دينار ودينار واحد عن التلاميذ والطلبة، وهكذا دواليك، وتعتبر من قبل البعض كضريبة تقديرية.

لم يتم أبدا الإفصاح عن المبلغ الإجمالي للتبرعات سنويا أو إجماليا، أو أي معطى مالي آخر. إضافة على ذلك، لا يوجد ميزانية ولا قائمة مستفيدين ولا جدول توزيع الإيرادات أو تقييم للأنشطة، وهو ما يزرع الشك في المستفدين من هذه الأموال المجمعة. اكتشف بعد الثورة أنه وقع استعمال التضامن كأداة من قبل النظام لمراقبة الشعب وتأطيره من قبل حزب الدولة التجمع الدستوري الديمقراطي الحاكم، حيث يوكل لشُعَبِهِ المحلية مهمة تحديد المنتفعين.

## كنموذج
التجربة التونسية في هذا الصدد، سمحت بتصدير فكرة الصندوق لعدة دول في العالم. حيث سمح التعاون بين تونس واللوكسمبورغ ومالي بإقرار الصندوق الوطني للتضامن في مالي. أسست هياكل مماثلة في السنغال وبوركينا فاسو والسنغال.

بهدف توسيع نموذجه، أطلق الرئيس زين العابدين بن علي نداء في 7 سبتمبر 2000 لإنشاء صندوق التضامن العالمي الذي وافقت على إنشائه الجمعية العامة للأمم المتحدة في 22 ديسمبر 2002 ويديره برنامج الأمم المتحدة الإنمائي.

## روابط خارجية
- موقع الاتحاد التونسي للتضامن الاجتماعي.